# Вільям Легі
Вільям Деніел Легі (англ. William D. Leahy; 6 травня 1875, Гемптон, Айова — 20 липня 1959, Бетесда, Меріленд) — американський воєначальник, флотоводець, адмірал флоту американських ВМС (1944), 7-й керівник військово-морськими операціями (1937—1939). Учасник іспансько-американської війни, боксерського повстання, греко-турецької війни, а також окупації Нікарагуа. Служив також під час Першої та Другої світової воєн. За часів Другої світової війни радник Президента США Рузвельта. Посол США до Франції (1941—1942).

## Біографія
Військова кар'єра
- 1 липня 1899 — енсин
- 1 липня 1902 — молодший лейтенант
- 31 грудня 1903 — лейтенант
- 15 вересня 1909 — лейтенант-командер
- 29 серпня 1916 — командер
- 1 липня 1918 — кептен
- 14 жовтня 1927 — контрадмірал старший
- 13 липня 1935 — віцеадмірал
- 2 січня 1937 — адмірал
- 15 грудня 1944 — адмірал флоту

Вільям Деніел Легі народився 6 травня 1875 року у місті Гемптон, у штаті Айова, в родині з ірландсько-американськими коріннями, яка переїхала в Ешланд, штат Вісконсін, коли він був ще дитиною. Його батько Майкл Артур Легі (1838—1921) був успішним юристом і ветераном Громадянської війни, а Вільям хотів поступити до Вест-Пойнта і стати офіцером армії, як його батько. Однак, у 1893 році після закінчення середньої школи він поступив на навчання до Військово-морської академії США, яку закінчив у 1897 році 15-м у своєму класі з 47 кадетів.
По випуску мічман Легі отримав першу офіцерську посаду на панцерник «Орегон», який служив на Тихому океані. Це був той самий лінкор, який навесні 1898 року здійснив свій знаменитий ривок через Магелланову протоку та навколо Південної Америки, щоб взяти участь у битві при Сантьяго під час іспансько-американської війни. Битва, в якій Легі узяв участь, став єдиним боєм, в якому йому довелося брати участь особисто.
Після завершення дворічної служби на морі, як вимагали правила тих часів, 1 липня 1899 року Легі було надано звання енсин. Подальшу службу він проходив на Азійській станції, де під час філіппінсько-американської війни та Боксерського повстання в Китаї він служив на канонерському човні «Кастін» і судні бойового забезпечення «Гласієр», потім командував канонерським човном «Марівелес». З 1902 року, після повернення до США, протягом наступних п'яти років служив на кораблях «Пенсакола», «Такома» та «Бостон».
У 1907 році продовжував службу викладачем кафедри фізики та хімії у Військово-морській академії. 1909 році повернувся до служби на морі, офіцером навігації на панцерному крейсері «Каліфорнія» на Тихоокеанському флоті. 18 жовтня 1911 року лейтенант-командер Легі призначений військово-морським помічником президента Вільяма Говарда Тафта, який був присутнім на спуску на воду корабля «Юпітер». У 1912 році під час американської окупації Нікарагуа він був начальником штабу Командувача військово-морськими силами, що проводили операцію.

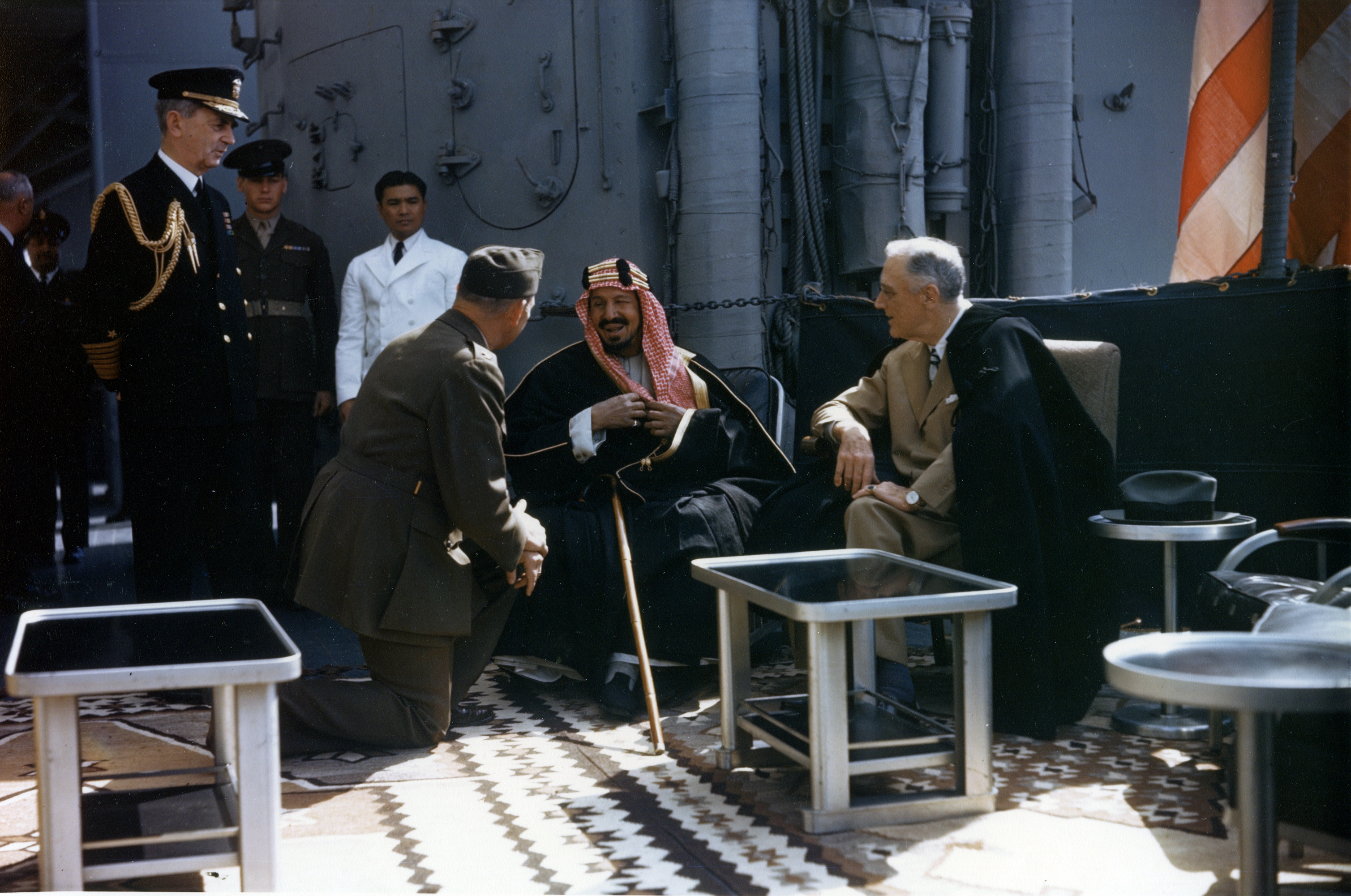
Президент США Ф. Рузвельт у присутності адмірала Легі спілкується з королем Саудівської Аравії Абдель-Азізом ібн Саудом на борту важкого крейсера «Квінсі»

Наприкінці 1912 року Легі призначили на посаду помічника директора з артилерійсько-інженерних випробувань ВМС у штабі флоту та інших штабних посадах у Вашингтоні. У 1915 році очолив кур'єрський човен «Долфін», під час служби на якому встановив тісні дружні стосунки з тодішнім помічником міністра ВМС Франкліном Д. Рузвельтом, який мандрував з ним на кораблі. На початку 1917 року переведений до Вест-Індії до 3-ї ескадри Атлантичного флоту.
У квітні 1918 року узяв під своє командування «Принцес Матойка», військове транспортне судно, що залучалося до перевезення американських експедиційних військ до Франції.
З 1918 року директор артилерійсько-інженерних випробувань ВМС. 1921 його призначили командиром крейсера «Сент-Луїс», флагмана військово-морського загону, що діяв у турецьких водах під час війни між Туреччиною та Грецією. По завершенню цієї місії Легі став командиром 1-ї мінної ескадри. З 1923 до 1926 року — директор персоналу у Навігаційному бюро флоту. В подальшому, протягом одного року він командував лінкором «Нью-Мексико».
У 1927 році Легі став флаг-офіцером з призначенням на посаду начальника Бюро озброєнь ВМС США. 1931 році очолив розвідувальні ескадрені сили флоту. З 1933 року Легі директор Бюро навігацій, а в 1935 році став командиром лінкорних сил флоту. 1936 очолив бойові сили ВМС з флагманським адміральським прапором на лінкорі «Каліфорнія».
2 січня 1937 року адмірал Легі отримав вищу посаду в американському флоту — керівник військово-морськими операціями й очолював усі ВМС до 1939 року, після чого пішов у відставку.
З вересня 1939 року до листопада 1940 року Легі обіймав посаду губернатора Пуерто-Рико. У цій ролі, виконуючи функції губернатора, він зокрема наглядав за розвитком військових баз і станцій по всьому острову.

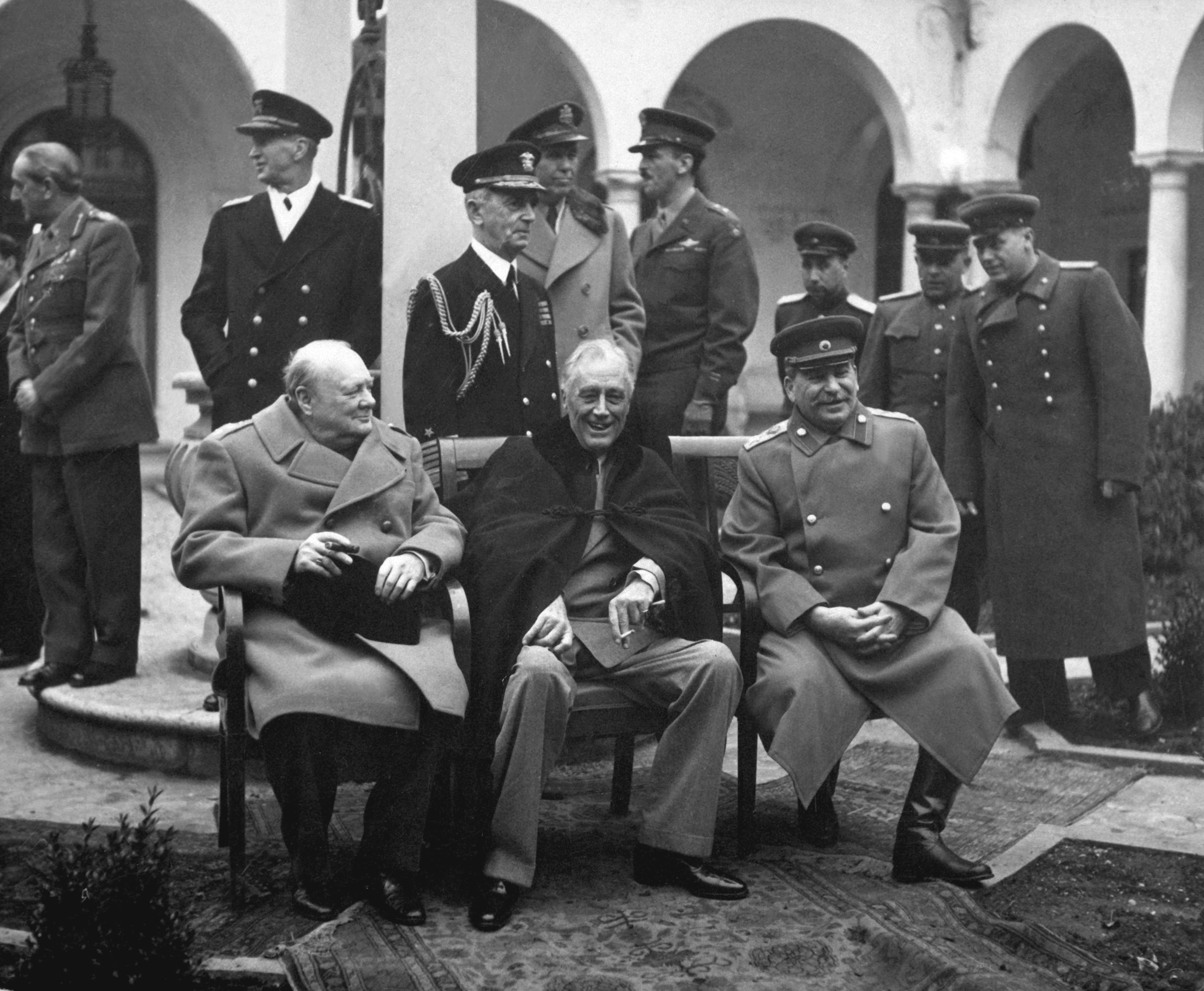
Адмірал флоту Легі на Ялтинській конференції в присутності Черчилля, Рузвельта та Сталіна. 1945

1941 році Легі був призначений американським послом у Франції. У своїх спогадах він розповідав, що [його] «головним завданням було якомога далі тримати французів на нашому боці». У травні 1942 року відставного адмірала відкликали до США.
Після вступу США до Другої світової війни президент Рузвельт вирішив, що йому потрібен вищий воєначальник як особистий радник і ключова фігура для організації взаємодії та узгодження спільної діяльності керівників трьох видів збройних сил: адмірала Ернста Кінга — від ВМС, генерала Джорджа Маршалла — від армії та генерала Генрі Арнольда — від повітряних сил армії. Спочатку усі головнокомандувачі всіляко чинили опір цьому рішенню, доки Маршалл не висловився, що окрім Легі ніхто краще не впорається з цією роботою. 6 липня 1942 року адмірал Легі був призначений Головою штабу головнокомандувачів ЗС США та вищим військовим радником Президента США. Одночасно він виконував функції керівника Об'єднаного штабу, як головного органу управління Збройних сил США під час Другої світової війни.
15 грудня 1944 року Легі надали найвище військове звання у ВМС США — адмірал флоту, найстаршого з семи чоловіків, які отримали п'ятизіркові звання у 1944 році.
20 липня 1959, у віці вісімдесяти чотирьох років, адмірал флоту Легі помер у військово-морському госпіталі США в Бетесді, штат Меріленд. Поховання відбулося на національному кладовищі Арлінгтон.